# Andreas Gunesch
Andreas Gunesch (Nagyszeben, 1648 – Nagyszeben, 1703. december 27.) erdélyi szász evangélikus lelkész, történész.

## Élete
Apja, Christian Gunesch a százak tanácsának tagja volt. A gimnáziumot szülővárosában végezte, majd 1669-ben Németországba utazott. 1670. július 1-jén vették fel a wittenbergi egyetemre, ahonnan 1674-ben tért vissza. 1680-ban Kelneken lett lelkész lett, 1702-ben pedig Szászsebesen.

## Művei
- Serium Christiani Votum, oder Das Sehnliche Verlangen Eines rechtschaffenen Christen… bey beerdigung Des Weilandt… H. Danielis Femgeri, gewesenen… Seelen-Hirten der Königl. Stadt Müllenbach… Anno 1696 die 9. Octobris (Nagy-Szeben)

Kéziratban maradt:
- Fides Saxonum in Transsylvania d. i. der Sachsen in Siebenbürgen Treue und Beständigkeit… 1697 (a m. n. múzeumban 4rét 30 lap)
- Supplementum in Libros IV Rerum Transylvaniae, a Spect. ac Gen. D. Joanne Bethlenio conscriptos ac editos, adjectum ac collectum… 1697 (lenyomatott a Chronicon Fuschsio-Lupino-Oltardinum, Coronae, 1848. II. 135-287. l.)
- Continuatio rerum Transsilvanicarum Seculi XVII oder: Weitere Vorstellung des 17. Saeculi, derer Sachen, so sich in Siebenburgen zugetragen haben; Triga Aphorismorum de Saxonum in Transylvania Origine; Decas Aphorismorum in libellum: Historia Ecclesairum Transylvanicarum; Antiquitates Capituli Saxopolitani, sive brevis Commemoratio Actorum Capitularium, Pastorum Szászváros… 1697
- Chronica. 1700 (medgyesi kis krónika)
- Res antiquae Gothicae, Hunnicae et Longobardicae. 1701
- Ruina Hungariae hoc est: Brevis Narratio, ex quibus causis et occasionibus florentissimum et amplissimum Pannoniae Regnum ex summo sui culminis apice decidit, et de supremo felicitatis gradu in profundissimum servitutis carcerem detrusum est. 1702-1703
- Oratio de rerum publicarum corruptelis et medelis
- Noctes Kelnicenses
- Supplementum in Ruinam Transsilvaniae a Davide Hermann conscriptam
- Annales Sabesienses
- Codex historicus Transilvaniae idiographus (utóbbi a m. n. múzeumi kézirattárban, 4rét 572 lap)